# 12 Rezerwowa Dywizja Piechoty (Cesarstwo Niemieckie)
12 Rezerwowa Dywizja Piechoty (niem. 12. Reserve-Division)  – związek taktyczny Armii Cesarstwa Niemieckiego. 
W sierpniu 1914 rozwinięto w Niemczech do etatów wojennych istniejące w okresie pokoju związki operacyjne (armie) i związki taktyczne. W tym też miesiącu z rekrutów, rezerwistów i ochotników znajdujących się  w korpuśnych ośrodkach szkoleniowych zorganizowano jednostki rezerwowe.

W składzie VI Rezerwowego Korpusu Armijnego została rozwinięta między innymi 12 Rezerwowa Dywizja Piechoty. W I wojnie światowej dywizja walczyła na froncie zachodnim.

## Struktura organizacyjna
Skład w 1914:
- dowództwo dywizji
- 22 Rezerwowa Brygada Piechoty
  - 23 rezerwowy pułk piechoty
  - 38 rezerwowy pułk piechoty
- 23 Rezerwowa Brygada Piechoty
  - 22 rezerwowy pułk piechoty
  - 51 rezerwowy pułk piechoty
- 4 rezerwowy pułk ułanów